# باولين (مقاطعة دلفان)
باولين (بالفارسية: باولین) هي قرية تقع في قسم كاكاوند الغربي الريفي (مقاطعة دلفان) في إيران. يقدر عدد سكانها بـ 18 نسمة .